# Roggenhouse
Roggenhouse är en kommun i departementet Haut-Rhin i regionen Grand Est (tidigare regionen Alsace) i nordöstra Frankrike. Kommunen ligger i kantonen Ensisheim som tillhör arrondissementet Guebwiller. År 2022 hade Roggenhouse 463 invånare.

## Befolkningsutveckling
Antalet invånare i kommunen Roggenhouse
| Referens: INSEE |